# Kevin Brophy
Kevin M. Brophy (ur. 1 listopada 1953 w Salt Lake City w Utah, zm. 11 maja 2024) – amerykański aktor. 
W lutym 2013, Ray  Fulk, który zmarł w wieku 71 lat, nie miał własnej rodziny i był fanem Kevina Brophy'ego i Petera Bartona, pozostawił swoim idolom połowę swego majątku i zapisał swoją posiadłość w Illinois o wartości miliona dolarów.

## Wybrana filmografia

### Filmy fabularne
- 1980: Straceńcy (The Long Riders) jako John Younger
- 1980: Trouble in High Timber Country (TV) jako Tony Aguella
- 1981: Piekielna noc (Hell Night) jako Peter Bennett
- 1982: Uwiedzenie (The Seduction) jako Bobby
- 1982: Szlachetny podróżnik (Time Walker) jako Peter Sharpe
- 1987: Code Name Vengeance jako Chuck
- 1987: Przygoda na Delos (The Delos Adventure) jako Greg Bachman
- 1989: Luz na kołach (Easy Wheels) jako Tony Wolf
- 1990: Urok mordercy (Fatal Charm) jako Zastępca Williams
- 1993: Bez lęku (Fearless) jako dziennikarz telewizyjny
- 1993: Hart to Hart Returns (TV) jako West
- 1994: Zabójcza intryga (Shattered Image, TV) jako drugi Dr Collins
- 1994: Miś Goldy (The Magic of the Golden Bear: Goldy III) jako Melvin
- 1995: White Dwarf jako ordynator szpitala
- 1998: Tracę cię (I'm Losing You) jako konduktor
- 2012: Book of 1000 Deaths jako Pan Newton

### Seriale TV
- 1977-78: Lucan jako Lucan
- 1978: The Hardy Boys/Nancy Drew Mysteries jako Jocco Halsey
- 1979: M*A*S*H jako Roberts
- 1980: Yeagersi (The Yeagers) jako Tony Yeager
- 1981: Trapper John, M.D. jako Hank
- 1982: Strike Force jako Otis
- 1982: Trapper John, M.D. jako Barry
- 1982: Statek miłości (The Love Boat) jako Michael Ellis
- 1983: Matt Houston jako Durwin Dunlap
- 1983: Trapper John, M.D. jako Kevin
- 1983: After MASH jako Pete Sax
- 1984: Śledztwo na cztery ręce (Partners in Crime)
- 1984: Matt Houston jako Sims
- 1985: Poszukiwacz zagubionej miłości (Finder of Lost Loves) jako Robbie Wayne
- 1986: New Love, American Style
- 1989: Dzieciaki, kłopoty i my (Growing Pains) jako Ray / Anchorman
- 1990: Just the Ten of Us jako lekarz
- 1992: Zorro jako Gregorio Segovia
- 1992: Civil Wars jako Dirk Helmutz
- 1993: Star Trek: Stacja kosmiczna jako Bajoran Guard
- 1996: JAG jako Hobbs